# Cryptoscenea ohmi
Cryptoscenea ohmi är en insektsart som beskrevs av György Sziráki 1997. Cryptoscenea ohmi ingår i släktet Cryptoscenea och familjen vaxsländor. Inga underarter finns listade i Catalogue of Life.